# غونيسون (مسيسيبي)
غونيسون (بالإنجليزية: Gunnison, Mississippi)‏ هي بلدة تقع في مقاطعة بوليفار (ميسيسيبي) بولاية مسيسيبي في الولايات المتحدة. تبلغ مساحتها 2.59 (كم²)، وترتفع عن سطح البحر 46 م، بلغ عدد سكانها 452 نسمة في عام 2010 حسب إحصاء مكتب تعداد الولايات المتحدة وتصل الكثافة السكانية فيها 178 نسمة/كم2.

## التركيبة السكانية
حدّد مكتب تعداد الولايات المتحدة بيانات التركيبة السكانية لغونيسون في تعداد الولايات المتحدة. في ما يلي، التركيبة السكانية حسب تعدادي 2000 و2010.

### تعداد عام 2000
بلغ عدد سكان غونيسون 633 نسمة بحسب تعداد عام 2000، وبلغ عدد الأسر 202 أسرة وعدد العائلات 146 عائلة مقيمة في البلدة. في حين سجلت الكثافة السكانية 244.4 نسمة لكل كيلومتر مربع (633.0/ميل2). وبلغ عدد الوحدات السكنية 217 وحدة بمتوسط كثافة قدره 83.8 لكل كيلومتر مربع (217.0/ميل2).
وتوزع التركيب العرقي للبلدة بنسبة 12.64% من البيض و86.73% من الأمريكيين الأفارقة و0.16% من الأمريكيين الأصليين و0.47% من عرقين مختلطين أو أكثر.
بلغ عدد الأسر 202 أسرة كانت نسبة 52.5% منها لديها أطفال تحت سن الثامنة عشر تعيش معهم، وبلغت نسبة الأزواج القاطنين مع بعضهم البعض 25.7% من أصل المجموع الكلي للأسر، ونسبة 41.6% من الأسر كان لديها معيلات من الإناث دون وجود شريك، بينما كانت نسبة 5% من الأسر لديها معيلون من الذكور دون وجود شريكة وكانت نسبة 27.7% من غير العائلات. تألفت نسبة 26.7% من أصل جميع الأسر من عدة أفراد يعيشون في نفس المنزل ونسبة 9.4% كانت تتألف من شخص يعيش بمفرده يبلغ من العمر 65 عاماً أو أكثر. وبلغ متوسط حجم الأسرة المعيشية 3.13، أما متوسط حجم العائلات فبلغ 3.79.
بلغ العمر الوسطي للسكان 25.9 عاماً. وكانت نسبة 37.3% من القاطنين تحت سن الثامنة عشر، وكانت نسبة 11.4% بين الثامنة عشر والرابعة والعشرين عاماً، ونسبة 22.1% كانت واقعةً في الفئة العمرية ما بين الخامسة والعشرين والرابعة والأربعين عاماً، ونسبة 16.6% كانت ما بين الخامسة والأربعين والرابعة والستين، ونسبة 12.6% كانت ضمن فئة الخامسة والستين عاماً فما فوق. يوجد لكل 100 أنثى 77.3 ذكر، ويوجد لكل 100 أنثى في الثامنة عشر من عمرها فما فوق 66.8 ذكر.
بلغ متوسط دخل الأسرة في البلدة 19,432 دولارًا، أما متوسط دخل العائلة فبلغ 21,875 دولارًا. وكان متوسط دخل الذكور 27,679 دولارًا مقابل 15,500 دولارًا للإناث. وسجل دخل الفرد الخاص بالبلدة 8,395 دولارًا. وكانت نسبة 39.3% من العائلات ونسبة 47.9% من السكان تحت خط الفقر، وكان من هؤلاء نسبة 60.4% تحت سن الثامنة عشر ونسبة 34.2% في الخامسة والستين من العمر وما فوق.

### تعداد عام 2010
بلغ عدد سكان غونيسون 452 نسمة بحسب تعداد عام 2010، وبلغ عدد الأسر 156 أسرة وعدد العائلات 112 عائلة مقيمة في البلدة. في حين سجلت الكثافة السكانية 174.5 نسمة لكل كيلومتر مربع (452.0/ميل2). وبلغ عدد الوحدات السكنية 170 وحدة بمتوسط كثافة قدره 65.6 لكل كيلومتر مربع (169.9/ميل2).
وتوزع التركيب العرقي للبلدة بنسبة 10.84% من البيض و87.83% من الأمريكيين الأفارقة و0.88% من الأمريكيين الأصليين و0.22% من الأعراق الأخرى و0.22% من عرقين مختلطين أو أكثر و1.11% من الهسبانيون أو اللاتينيون من أي عرق.
بلغ عدد الأسر 156 أسرة كانت نسبة 46.2% منها لديها أطفال تحت سن الثامنة عشر تعيش معهم، وبلغت نسبة الأزواج القاطنين مع بعضهم البعض 16.7% من أصل المجموع الكلي للأسر، ونسبة 46.8% من الأسر كان لديها معيلات من الإناث دون وجود شريك، بينما كانت نسبة 8.3% من الأسر لديها معيلون من الذكور دون وجود شريكة وكانت نسبة 28.2% من غير العائلات. تألفت نسبة 25% من أصل جميع الأسر من عدة أفراد يعيشون في نفس المنزل ونسبة 14.7% كانت تتألف من شخص يعيش بمفرده يبلغ من العمر 65 عاماً أو أكثر. وبلغ متوسط حجم الأسرة المعيشية 2.90، أما متوسط حجم العائلات فبلغ 3.44.
بلغ العمر الوسطي للسكان 29.1 عاماً. وكانت نسبة 33.6% من القاطنين تحت سن الثامنة عشر، وكانت نسبة 12.4% بين الثامنة عشر والرابعة والعشرين عاماً، ونسبة 20.1% كانت واقعةً في الفئة العمرية ما بين الخامسة والعشرين والرابعة والأربعين عاماً، ونسبة 20.8% كانت ما بين الخامسة والأربعين والرابعة والستين، ونسبة 13.1% كانت ضمن فئة الخامسة والستين عاماً فما فوق. وتوزع التركيب الجنسي للسكان بنسبة 43.4% ذكور و56.6% إناث.

## أعلام
- تيم بارنت

## وصلات خارجية
- The US50 - Cities and Towns in Mississippi State
- Mississippi Cities and Towns, Facts, Map, Flag, Colleges, Government, and More